# La memoria del asesino
La memoria del asesino (De zaak alzheimer) es una película de Bélgica, dirigida por Erik Van Looy en 2003, y protagonizada por Jan Decleir e Werner De Smedt, adaptación de una novela del belga Jef Geeraerts. Para contar las intrigas, redes e intereses de la obra de Geeraerts, el realizador Erik Van Looy tuvo que dar la vuelta a su argumento sin dejar de lado la fijación del escritor por lo visual y lo plástico y manteniendo el ambiente sociopolítico del original. La ambigua relación que mantienen Vincke y Ledda, dos personajes con fines muy distintos pero que deben colaborar entre ellos, uno para acabar con el crimen y el otro para evitar que su enfermedad le lleve acometer serios errores, centra el desarrollo de la cinta, una película a la que la crítica de Bélgica ya ha calificado como 'mucho más que un thriller'.

## Sinopsis
El asesinato de un importante funcionario público conmociona a la policía de Amberes, que destina a dos de sus mejores investigadores para aclarar el caso. Las pistas conducen a Vincke y Verstuyft hasta un importante sicario, Angelo Ledda, un capo que empieza a sentir los efectos del alzheimer y al que cada vez le es más difícil cumplir con su trabajo. Cuando Ledda se da cuenta de que es una pieza dentro de una trama por el poder político, decide vengarse.